# Xinxing (socken i Kina, Sichuan, lat 29,69, long 102,09)
Xinxing (kinesiska: 新兴乡, 新兴) är en socken i Kina. Den ligger i provinsen Sichuan, i den sydvästra delen av landet, omkring 220 kilometer sydväst om provinshuvudstaden Chengdu.
Genomsnittlig årsnederbörd är 1 146 millimeter. Den regnigaste månaden är juli, med i genomsnitt 229 mm nederbörd, och den torraste är december, med 8 mm nederbörd.